# オリバー・ウィンチェスター
オリバー・フィッシャー・ウィンチェスター（Oliver Fisher Winchester, 1810年11月30日 - 1880年12月10日）は、アメリカ合衆国の政治家、実業家。武器会社ウィンチェスター・リピーティングアームズの創業者。

## 生い立ちと私生活
1810年11月30日、父サミュエル・ウィンチェスターと母ハンナ・ベイツの息子としてボストンで生まれる。1834年2月20日にジェーン・エレン・ホープと結婚。アン、ウィリアム、ハンナの三児に恵まれた。

## 経歴

### 実業家として
ウィンチェスターライフルの製造、販売を行うウィンチェスター・リピーティングアームズ社を創業した。同社は当初ニューヨークとコネチカット州ニューヘイブンで衣類製造業を営んでいた。この時期にウィンチェスターは銃器メーカーのスミス&ウェッソン社が財政難に陥ることを予測し、1855年に同社の子会社であるボルカニック・リピーティングアームズ社を買収した。その2年後、筆頭株主となったウィンチェスターは同社をニューヘイブンに移転させ、ニューヘイブン・アームズ社に社名を変更した。
しかしこの会社は当時、商品のヴォルカニック銃の信頼性の低さ位に起因する返品に苦しんでいた。この銃の実包は中空の円錐形の玉に黒色火薬を充填し、コルクの導火線で密封する形式であった。連発銃としての設計では他社製の銃をはるかに上回っていたが、ピストルやライフルで使用される25口径・32口径の実包は競合他社製のものより信頼性・品質が大きく劣っていた。
ウィンチェスターは優秀な技術者であるベンジャミン・タイラー・ヘンリーに問題の解決を任せた。ヘンリーはヴォルカニック連発ライフルのフレームとマガジンを真鍮製44口径実包を収容できるサイズに変更した。これによって新会社の経営は軌道に乗り、1860年10月16日にヘンリーライフルと名付けられた。
ヘンリーライフルは6年間に約1万2千挺が生産された。ヘンリーライフルの成功に伴い、同社はウィンチェスター・リピーティングアームズ社に社名を変更した。さらに1866年には従業員のネルソン・キングが、ヘンリーライフルに側面装填口や先台を付けるなどの改良を施した初代ウィンチェスターライフル「M1866（イエローボーイ）」を開発した。

### 政治家として
オリバー・ウィンチェスターは政治の世界でも活躍し、ニューヘイブン市コミッショナー、1864年大統領選挙における選挙人、コネチカット州副知事（1866年から1867年）などを歴任した。
1880年12月10日、家督を息子のウィリアムに譲って亡くなった。しかし、息子のウィリアムも翌年3月に結核で亡くなった。ウィリアムの妻サラはカリフォルニア州サンノゼに引越し、後にウィンチェスター・ミステリー・ハウスと呼ばれる大豪邸を建設した。